# FS ALn 56
L'autorail FS ALn 56 série 1000 est un autorail à moteur diesel conçu et construit par Fiat Ferroviaria pour le transport rapide des voyageurs sur le réseau des FS Ferrovie dello Stato et d'autres sociétés de chemin de fer dans les années 1930. Une version avec moteur essence a également été proposée avec le matricule FS ALb 56. Les autorails du groupe ALn 56 incluent également, mais dans la série 2000, les unités construites par l'autre grand constructeur italien Breda C.F. ainsi que les 6 unités construites par Ansaldo.

## Histoire

### Les ALn 56 FIAT
Les autorails du groupe ALn 56, immatriculés par les F.S. sous les numéros 1001 à 1110, représentent un des projets les plus importants dans l'histoire des rames rapides pour le transport des voyageurs pour une utilisation universelle adaptable pour tout écartement de voie. Durant les premières années d'après la Première Guerre mondiale, la reprise économique et le besoin de mobilité des personnes incitait à augmenter l'offre de transports ferroviaires rapides mais aussi économiques. La série ALn 56, conçue avant 1930, sera mise en service officiel en 1934 et sera immédiatement très appréciée des voyageurs qui la surnommèrent Littorina étant d'apparence semblable à son aînée, la FS ALb 48.
Les "ALn 56" furent construites en 2 séries qui comportaient quelques différences, la première de 1001 à 1010 et la seconde de 1011 à 1110, pour les FS plus un certain nombre d'autres exemplaires pour des compagnies privées italiennes et étrangères.
Ce modèle sera également commandé par des compagnies privées avec des lignes en concession et/ou à écartement réduit, et également étrangères. On rappelle que le réseau des Chemins de fer d'Érythrée - FE, c'est-à-dire la ligne Massaoua-Asmara-Agordat a été construite à partir de 1888 par les italiens, l'Érythrée était colonie italienne à cette époque.
Une version fut également proposée avec un moteur à essence en 1935, qui conservait la même esthétique et des caractéristiques de service comparables. Elle sera identifiée FS ALb 56, "b" pour benzina = essence en italien.

### ALb 56, la version essence
En 1935, 50 exemplaires furent livrés équipés d'un moteur essence Fiat type 235-A, mais disposant des mêmes caractéristiques et prestations que les versions diesel. Cette série identifiée FS ALb 56.101-150 sera la dernière fabrication d'autorails Fiat Ferroviaria avec une motorisation essence, même si certaines sociétés préféraient ce type de matériel en raison du gain de poids. Les ALb 56 affichaient une masse de 20,5 tonnes au lieu des 23 du modèle diesel. Après la Seconde guerre Mondiale, les exemplaires non détruits par les bombardements furent transformés pour fonctionner au gaz.

### ALn 56 à adhérence renforcée

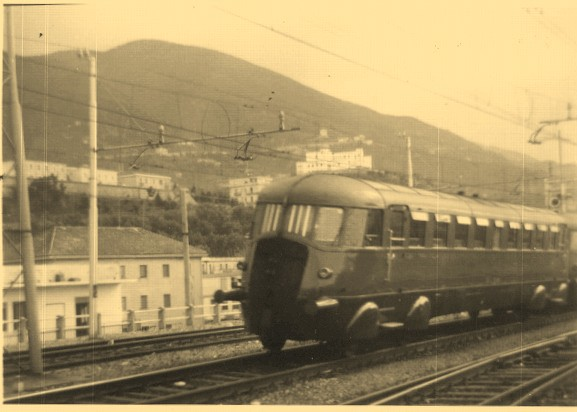
Autorail FS ALn 56.1906

En 1936, les FS Ferrovie dello Stato cherchaient à augmenter la vitesse même sur la voie à crémaillère Paola-Cosenza. Forts de leurs expériences conduites sur des voies secondaires dans tout le pays, ils commandèrent un lot de 5 autorails (ALn 56.1901-1905) avec une transmission sur toutes les roues, ce qui doublait la surface de contact de l'unité. Deux moteurs Fiat type 356 de 105 ch à 1 700 tr/min équipaient ces modèles, avec un rapport de pont plus court (vitesse maximale de 70 km/h) pour les fortes pentes à affronter. Une roue dentée fut ajoutée sur chaque boggie uniquement pour assurer l'immobilisation de l'autorail en cas d'arrêt sur les tronçons armés avec crémaillère. L'année suivante, les FS commandèrent un second lot de 5 unités identiques (ALn 56.1906-1910).
Les ALn 56.1900, designées aussi ALn 56 c.a. (= complète adhérence), dérivent plutôt des ALn 556 FIAT et bénéficiaient d'une caisse identique à celle des ALn 556 (en service dès 1937), avec une face avant plus arrondie et aérodynamique.
Toutes ces unités ne furent radiées qu'au cours des années 1970.

### Les ALn 56 Breda
En 1935, les FS Ferrovie dello Stato commandèrent un lot de 90 autorails de 56 places au constructeur Breda C.F. de Milan. Le lot était divisé en deux séries (2001-2010, en service dès 1935, et 2011-2090, en service dès 1937), qui différaient pour le diamètre des roues (800 mm la première, 910 mm la deuxième), la longueur (21.360 et 21.770 mm respectivement) et la hauteur (3200 et 3300 mm respectivement). Bien qu'immatriculées dans le même groupe que les unités Fiat, c'étaient des véhicules radicalement différentes, de conception plus récente, avec une caisse et une motorisation différentes. Elles possédaient un radiateur très caractéristique à l'avant et dépassaient les 140 km/h. Dans le second après-guerre, toute la première série et 13 unités de la deuxième furent vendues à des compagnies ferroviaires privées.
Ces autorails furent utilisées jusqu'à la fin des années 1970.

### Les ALn 56.4000 & ALg 56 Ansaldo
En 1939, le constructeur italien Ansaldo, spécialiste de grosses locomotives électriques, se proposa pour construire des unités légères comme les autorails. Il fournira aux FS un lot de 3 ALn 56, prototypes avec une caisse au dessin très moderne et capables de bonnes prestations mécaniques, équipées avec un moteur diesel traditionnel. Ces unités seront immatriculées ALn 56.4001-4003. Ansaldo fournira de plus un lot de 3 prototypes, classifiés ALg 56.401-403, avec une motorisation fonctionnant au gaz "pauvre", obtenu à partir du charbon de bois par un gazogène implanté en milieu de caisse. Pendant le conflit la FS ALg 56.403 fut détruite par les bombardements. Après la guerre, les deux unités restantes seront vendues à la société concessionnaire de la ligne "Mantoue-Peschiera" et remotorisées avec des moteurs diesel.

## La Technique

### ALn 56FIAT
L'autorail ALn 56 est l'évolution naturelle des premiers autorails FS ALb 48 à essence construits par Fiat Ferroviaria sur les indications du "Service Matériels et Traction des FS-Ferrovie dello Stato Italiane". La caisse disposait d'une structure tubulaire soudée qui reposait directement sur deux boggies. Aux extrémités on trouvait les dispositifs d'accrochage de remorque avec des tampons. 
Les boggies étaient très simples, formés d'un châssis en acier soudé composé de deux longerons qui recevaient la caisse avec des rouleaux de glissement. Les suspensions étaient à lames courtes de même type que sur les camions Fiat V.I.. L'axe du support était placé de façon asymétrique par rapport au centre de la caisse pour augmenter l'appui sur l'essieu moteur. Le moteur était situé au-dessus du premier essieu et toute la mécanique était concentrée sur l'emprise du boggie, ce qui aurait permis de remplacer très rapidement l'ensemble en cas d'incident grave.
Les "ALn 56" étaient équipée du moteur diesel Fiat type 355C injection directe, 6 cylindres en ligne de 8 355 cm3, développant 80 ch à 1 700 tr/min. Le moteur était un élément très classique de Fiat, en fonte avec des soupapes en tête et un rapport de compression de 15:1.
La structure du moteur représentait un saut qualitatif par rapport aux autres moteurs obsolètes montés précédemment sur les autorails. La transmission était assurée par une boîte mécanique Fiat à 4 vitesses avec un embrayage multi-disques et un arbre de transmission doté de joints doubles, élastiques, coulissants, et d'un pont réducteur dont le rapport était de 1/2,44 avec dispositif roue libre. Les radiateurs de refroidissement d'eau étaient placés en façade, devant les moteurs à chaque extrémité. Ces solutions techniques seront maintenues par les FS sur tous les autorails de la première génération.
L'installation électrique fonctionnait sous 24 V avec des batteries rechargées par une dynamo sur le moteur. Deux compresseurs garantissaient les besoins en air comprimé pour les services auxiliaires et les freins. Les freins étaient composés d'un système à air comprimé agissant sur les roues par des tambours selon le même principe que les camions et un frein à main agissant sur les boggies.

### ALn 56Breda C.F.
À la différence des modèles Fiat Ferroviaria, les caisses n'avaient pas une carrosserie de type automobile mais dérivée de la conception ferroviaire classique. L'aérodynamique était meilleure avec une face avant plus élancée et le confort supérieur. Les boggies traditionnels étaient plus stables, ce qui permettait de dépasser les 140 km/h. C'est grâce à ces caractéristiques que le constructeur italien Breda C.F. put vendre cet autorail également aux chemins de fer de Bulgarie et Yougoslavie. 
Le moteur diesel était de production Breda, du type AEC de 95 kW à l'origine, puis type D17 de 118 kW à 1 800 tr/min, 6 cylindres à injection indirecte, mis en œuvre pendant la réconstruction de ces autorails, accomplie dans le second après-guerre. 
Une petite série ALb 56, avec moteur essence, immatriculée 201 à 210 sera également construite par Breda C.F. en 1935. Ses caractéristiques générales restaient identiques à celles de la version diesel; seul le moteur différait, étant un moteur essence Breda type T10. La modification pour fonctionner au gaz, réalisée sur les autres autorails du groupe ALb 56 pendant la Seconde Guerre mondiale, pour utiliser les gisements de la plaine du Pô, ne concernera pas les modèles Breda car le nombre de bouteilles de gaz à mettre en œuvre était nettement supérieur à ce qui était installé sur les modèles Fiat en raison de la consommation plus importante du moteur Breda comparé au moteurs FIAT 235A et 255.

## Transformations
À la fin de l'année 1939 les FS transformèrent 8 unités ALn 56 FIAT pour assurer un transport mixte voyageurs-poste qui seront immatriculées ALDUn 28.1001-1008 car disposant de seulement 28 places assises et d'un très grand compartiment postal. Plus tard, 3 autres unités seront à leur tour transformées de la même manière et formeront la série ALDUn 32.1101-1103.
En 1968 les ALn 56.2026 et 2060, du dépôt de Fabriano, furent transformées en ALDn 32.2026 et 2060, avec suppression de 14 places assises pour réaliser un compartiment bagages. Ces unités étaient surnommées "Pulcinaie" (= celles des poussins), parce qu'elles étaient employées pour le transport des poussins destinés aux élevages.

## Dépôt Locomotives
- Tout le groupe des  ALn 56.19xx fut affecté au dépôt de Paola.

## Unités conservées
- ALn 56.05 de la compagnie Ferrovia Circumetnea, restaurée et en état de marche, est utilisée pour des animations.
- ALn 56.136 conservée au Musée Ferroviaire Piémontais[2].
- ALn 56.1903 des FS, ancienne unité de la compagnie Ferrovia Paola-Cosenza, restaurée et rachetée par un collectionneur américain. Elle est conservée au "Tennessee Valley Railway Museum"[2]

## Les unités couplablesALn 556 Fiat
La lignée des autorails Fiat Littorina a immédiatement connu un grand succès auprès des voyageurs, satisfaits des conditions de confort nettement meilleures que celles les trains traditionnels à vapeur et surtout de la réduction des temps de trajet mais également par les exploitants des réseaux qui utilisaient ces matériels roulants très fiables et qui réduisaient fortement les coûts d'exploitation. La demande allant croissant, les exploitants réclamaient toujours plus de places disponibles dans chaque autorail mais les contraintes techniques empêchaient que la longueur des caisses ne dépasse les 25 mètres. Sur de nombreuses lignes, en Italie, les motrices tiraient déjà une ou deux remorques ce qui ralentissait le convoi. Les FS et Fiat Ferroviaria décidèrent d'étudier une solution pour coupler deux ou plusieurs motrices entre elles afin d'augmenter la puissance totale effective de la rame ainsi constituée.
En 1937, une nouvelle génération de Littorine était née avec le modèle ALn 556 projet Fiat 034. Selon la norme italienne, lorsque les unités d'autorails sont couplables, on double le premier chiffre du nombre de places soit dans le cas des ALn 56, elles deviennent des ALn 556 dans la version couplable. Dans un premier temps, les ALn 556, modèles Fiat et Breda pouvaient former des unités multiples de deux motrices uniquement, les modèles suivants permettront des compositions de 3 unités motrices voire plus. 
En parallèle des études menées pour créer des unités multiples de motrices diesel, Fiat Ferroviaria mis au point en 1936 la première vraie rame indissociable de 3 caisses avec 2 motrices diesel et une remorque centrale, le projet Fiat 016 qui sera baptisé ATR.100 par les FS qui ont mis en service la première rame le 21 août 1936. De même, une version très luxueuse de seulement 2 caisses a été présentée, baptisée ATS.1. 

## Curiosité
Durant la Seconde Guerre mondiale, la compagnie nationale italienne des chemins de fer, les FS ont créé les locomotives de guerre de la "série 356". Ces 4 "locomotives de guerre" ont été construites en utilisant des éléments récupérés sur les autorails Fiat ALn 556, partiellement détruits lors des bombardements alliés. Ces 4 locomotives ont été envoyées ne Libye pour les transports de l'armée italienne